# Pino Zac
Pino Zac, pseudonimo di Giuseppe Zaccaria (Trapani, 23 aprile 1930 – Fontecchio, 25 agosto 1985), è stato un fumettista, regista e animatore italiano.

## Biografia

### Il periodo giovanile
Nacque a Trapani da padre pugliese e madre abruzzese. Studia architettura a Roma, ma decide in seguito di dedicarsi completamente all'illustrazione. A vent'anni, nel 1950, crea Gatto Filippo, primo fumetto in Italia che sviluppa le tematiche in strisce autoconclusive, la cui pubblicazione durò fino al 1958 sul quotidiano Paese Sera. Come autore di fumetti raggiunge la popolarità anche con Kirie & Leison e L'Orlando Furioso.
Collabora nel 1953 e nel 1954 con il Pioniere, con una serie di fumetti e disegni tra cui Sport preferito (1953) e Donato l'omino mascherato (1954)

### Gli anni '60 e '70: tra cinema d'animazione e riviste francesi
Si dedica al cinema d'animazione e inizia a lavorare per diverse testate. Collabora con Mauro Bolognini nel 1964, per la realizzazione di due episodi del film La donna è una cosa meravigliosa. L'anno successivo propone su pellicola il personaggio di Gatto Filippo. Co-dirige insieme a Franco Rossi "Viaggio di lavoro", episodio del film Capriccio all'italiana del 1968 curandone l'animazione. Nel 1970 gira con tecnica mista Il cavaliere inesistente, tratto dall'omonimo romanzo di Italo Calvino. Nel 1973 Mario Monicelli gli affida la parte di uno squattrinato fotografo di sinistra nel film Vogliamo i colonnelli.
Collabora con le testate francesi Le Canard enchaîné, Pilote e L'écho des savanes e fonda, a Londra, la rivista Playtime. Negli anni settanta, sulla rivista Eureka diretta da Luciano Secchi, propone prima la versione a fumetti dell'Orlando furioso e poi la striscia Kirie & Leison, che ha come protagonista un diavolo e un sacerdote e che ironizza sul compromesso storico tra comunisti e democristiani. Nel 1975 realizza la serie di incisioni La comédie de l'art presso la scuola stamperia di Gerardo Lo Russo e fonda il giornale satirico Quaderni del Sale.

### 1977-1985: Dalla rivistaIl MaleaL'Anamorfico
Nel 1977 con Vauro fonda il settimanale di satira politica Il Male, realizzando tra l'altro le prime copertine. Nei primi anni ottanta, partecipa come ospite a varie trasmissioni dell'emittente romana Tele Roma 56, la televisione del prof. arch. Bruno Zevi. Tele Roma 56 fu decisiva per le varie campagne referendarie radicali degli anni ottanta nel corso delle quali Marco Pannella fece i proverbiali scioperi della fame e della sete; sue le scenografie di tutte le trasmissioni politiche di quel periodo. Alcuni disegni su carta, donati da Pino Zac a Luigi Del Mastro, regista di molti di quei momenti politici, sono visibili nella sezione Collegamenti esterni.
Nel 1981 illustra, in Francia, una rara edizione di Tarocchi, i Tarot de l'an 2000. Nel 1983 fonda L'Anamorfico, una rivista anch'essa di satira politica che uscì per 5 numeri, da novembre 1983 a marzo 1984. La rivista era composta da una cartellina contenente sei fogli separati. Ognuno di questi si apriva tre volte, fino ad ottenere 4 facciate da 43×60 cm, grosso modo le dimensioni dei quotidiani di grande formato dell'epoca, in un formato che veniva utilizzato anche dall'intero numero de Il Male quando conteneva parodie di grandi quotidiani dell'epoca. Le pagine ospitavano spesso, ma non sempre, disegni anamorfici. La rivista pubblicò disegni di Yves Got, Paola Marchesin, Flavio Costantini, Furio Scarpelli oltre ad alcuni fra i più grandi illustratori europei, e scritti di Oliviero Beha, Oreste Del Buono, Antonio Amurri, Maurizio Costanzo, Paolo Liguori, Bruno Ballardini, Valter Vecellio, Fabio Di Iorio, Franco Valobra e altri ancora.
Negli ultimi anni di vita si trasferisce a Fontecchio (AQ), dove un infarto lo stronca a soli 55 anni.

### Dopo la morte
Nel 2015 la 72ª Mostra internazionale d'arte cinematografica di Venezia rende omaggio a Pino Zac nel suo trentennale dalla morte con la selezione de I fiori del Male, film documentario di Massimo Denaro con la partecipazione di Drahomira Biligova, Jacopo Fo, Riccardo Mannelli, Vincenzo Sparagna, Vauro, Vincino, Valter Zarroli. Ripercorrendo la sua attività di regista-animatore, nonché di autore satirico negli anni della sua direzione al giornale satirico Il Male, il film costituisce denuncia dei trent'anni di silenzio calati sulla memoria artistica di Pino Zac. Il film è prodotto dal Centro sperimentale di cinematografia, sede Abruzzo, ed è girato, in parte, nell'ultima residenza a Fontecchio.

## Opere
- Italiani un popolo di..., Carucci, Roma, 1961
- Les dessous du Vatican, Satirix, 17, Paris, 1973.
- La Vérité toute nue, Satirix, 17, Paris, 1973.
- Una vita contro, Stampa Alternativa, Roma, 2000, con Valter Vecellio

## Televisione
- Rai 2 - Come mai: fatti, musica e cultura dell’esperienza giovanile oggi (1977-1978)

## Filmografia

### Regista

#### Lungometraggi
- Gatto Filippo: Licenza d'incidere, co-diretto da Daniele D'Anza (1965)
- Il cavaliere inesistente (1970)

#### Cortometraggi
- Welcome to Rome (1960)
- L'ultimo pedone (1961)
- Un uomo in grigio (1961), co-diretto da Miro Grisanti[6]
- Una vita bollata (1962)
- Uomo, superuomo, poveruomo (1962)
- Pochi, maledetti e subito (1962)
- La vita raccomandata (1963)
- Il mondo è delle donne, episodio di La donna è una cosa meravigliosa (1964)
- L’iradiddio (1965)
- Cenerentola (1966)
- Homo homini lupus (1967)
- Viaggio di lavoro, episodio di Capriccio all'italiana (1968)
- Homo telesapiens (1968)
- Il dito dell'autorità (1969)
- Radice quadrata (1969)

### Attore
- Vogliamo i colonnelli (1973)

### Titolista
- Le streghe (1967), di Luchino Visconti, Mauro Bolognini, Pier Paolo Pasolini, Franco Rossi e Vittorio De Sica